# 看门的黑狗
《看门的黑狗》是上海美术电影制片厂制作的一部木偶片，由章超群导演并与杨志宇共同担任摄影，于1983年上映。

## 情节
在《看门的黑狗》原作故事中，狗主人仅凭自己的主观臆断看事情，最终导致颠倒黑白。但由于章超群对原作故事解读不够深入，导致该片第一版本情节为黑狗虚伪狡猾，做错事还嫁祸他人，但最终仍得到主人喜爱。由于该版本给人造成了“恶人好报”的负面感觉，中华人民共和国文化部电影局并未审核通过。在加上黑狗遭到报应的结局后才得以发行。